# Seth Sinovic
Seth Sinovic (Kansas City, 28 gennaio 1987) è un ex calciatore statunitense, di ruolo difensore.

## Carriera
Sinovic viene selezionato ai SuperDraft del 2010 dal New England Revolution.
Il 27 marzo 2010 esordisce in MLS contro i Los Angeles Galaxy.
Dopo un provino con il Real Salt Lake, che decise di non offrirgli un contratto, il 10 maggio 2011 Sinovic firma con lo Sporting Kansas City.
Nei primi quattro anni gioca con continuità e divenendo uno dei titolari della squadra; l'anno della vittoria della MLS Cup gioca complessivamente 32 partite alle quali si aggiungono cinque dei playoff. Gioca la finale da titolare per tutti i 120 minuti, segnando anche uno dei rigori con i quali si decise la finale. Negli anni successivi gioca con meno frequenza e conquista altre due coppe nazionali nel 2015 e nel 2017. Alla fine della stagione 2019, la società decide di non rinnovargli il contratto.

## Statistiche
Statistiche aggiornate al 4 settembre 2020.
| Stagione                      | Squadra                       | Campionato                    | Campionato | Campionato | Coppe nazionali | Coppe nazionali | Coppe nazionali | Coppe continentali | Coppe continentali | Coppe continentali | Altre coppe | Altre coppe | Altre coppe | Totale | Totale |
| Stagione                      | Squadra                       | Comp                          | Pres       | Reti       | Comp            | Pres            | Reti            | Comp               | Pres               | Reti               | Comp        | Pres        | Reti        | Pres   | Reti   |
| ----------------------------- | ----------------------------- | ----------------------------- | ---------- | ---------- | --------------- | --------------- | --------------- | ------------------ | ------------------ | ------------------ | ----------- | ----------- | ----------- | ------ | ------ |
| 2010                          | N.E. Revolution               | MLS                           | 20         | 0          |                 | -               | -               |                    | -                  | -                  |             | -           | -           | 20     | 0      |
| 2011                          | Sporting Kansas City          | MLS                           | 20+3       | 0          |                 | -               | -               |                    | -                  | -                  |             | -           | -           | 23     | 0      |
| 2012                          | Sporting Kansas City          | MLS                           | 30+2       | 0+1        | USOC            | 5               | 0               |                    | -                  | -                  |             | -           | -           | 37     | 1      |
| 2013                          | Sporting Kansas City          | MLS                           | 32+5       | 0+1        | USOC            | 1               | 0               | CCL                | 5                  | 0                  |             | -           | -           | 43     | 1      |
| 2014                          | Sporting Kansas City          | MLS                           | 31+1       | 0          |                 | -               | -               | CCL                | 4                  | 0                  |             | -           | -           | 36     | 0      |
| 2015                          | Sporting Kansas City          | MLS                           | 11         | 0          | USOC            | 1               | 0               |                    | -                  | -                  |             | -           | -           | 12     | 0      |
| 2016                          | Sporting Kansas City          | MLS                           | 9+1        | 0          | USOC            | -               | -               | CCL                | 2                  | 1                  |             | -           | -           | 12     | 1      |
| 2017                          | Sporting Kansas City          | MLS                           | 32         | 1          | USOC            | 4               | 0               |                    | -                  | -                  |             | -           | -           | 36     | 1      |
| 2018                          | Sporting Kansas City          | MLS                           | 23+3       | 0          | USOC            | 1               | 0               |                    | -                  | -                  |             | -           | -           | 27     | 0      |
| 2019                          | Sporting Kansas City          | MLS                           | 22         | 0          | USOC            | 1               | 0               | CCL                | 5                  | 0                  |             | -           | -           | 28     | 0      |
| Totale Sporting Kansas City   | Totale Sporting Kansas City   | Totale Sporting Kansas City   | 226        | 1+2        |                 | 13              | 0               |                    | 16                 | 1                  |             | -           | -           | 255    | 4      |
| 2020                          | N.E. Revolution               | MLS                           | 0          | 0          |                 | -               | -               |                    | -                  | -                  |             | -           | -           | 0      | 0      |
| Totale New England Revolution | Totale New England Revolution | Totale New England Revolution | 20         | 0          |                 | -               | -               |                    | -                  | -                  |             | -           | -           | 20     | 0      |
| Totale carriera               | Totale carriera               | Totale carriera               | 246        | 1+2        |                 | 13              | 0               |                    | 16                 | 1                  |             | -           | -           | 275    | 4      |

## Palmarès

### Competizioni Nazionali
- Campionato MLS: 1

Sporting Kansas City: 2013
- U.S. Open Cup: 3

Sporting Kansas City: 2012, 2015, 2017